# Kenneth Matz
Kenneth Matz (født 25. april 1977) er en dansk fodboldspiller, hvis primære position er som midtbanespiller. Han var anfører hos Amager United i Danmarksserien, inden han ved årsskiftet 2005/06 skiftede til naboerne i Boldklubben 1908 efter utilfredshed med en sag, der involverede Amager Uniteds ledelse.

## Spillerkarriere
Kenneth Matz har i sin spillerkarriere fortrinsvis spillet i amagerkanske fodboldklubber, herunder Kastrup Boldklub, Tårnby Boldklub, Boldklubben Fremad Amager, Amager United, Boldklubben Standard og Boldklubben 1908. Han havde en enkelt en enkelt afstikker til den nærliggende Valby-klub Boldklubben Frem, hvor han spillede på klubbens 1. divisionshold i perioden fra foråret 2001 til sommeren 2002. I efteråret 2002 skiftede han til Fremad Amager i 2. division. Han blev sidenhen hentet til Amager United af Jan Amtrup, hvor nåede han at spille 54 kampe og score 12 mål før karrieren gik til de daværende Danmarksserie-kollegaer fra B 1908.
Han spillede for B 1908 frem til sommeren 2009.

## Trænerkarriere
Da Jesper Heyde i efteråret 2009 blev fyret i B 1908, trådte Matz til som midlertidig cheftræner frem til årsskiftet 2009/2010.
Matz var assistent i Kastrup Boldklub, inden han den 2. maj 2013 blev ansat som ny cheftræner, da klubben valgte at fyre Michael Bo Nielsen. Han var træner for Kastrup Boldklub frem til den 14. november 2014, hvor han sammen med assistenttræner Ken List blev afskediget grundet dårlige resultater.